# Franz Moritz von Lacy

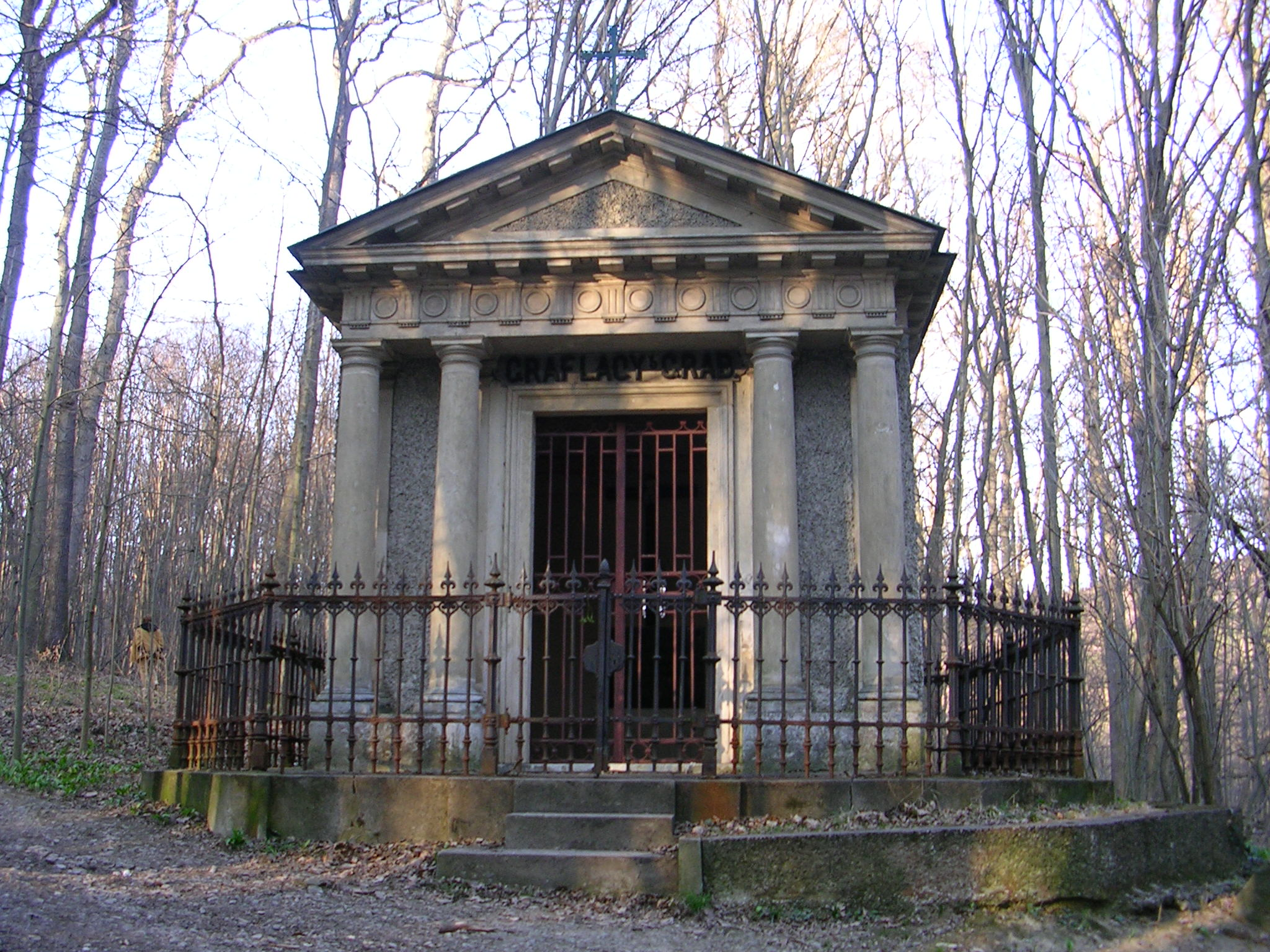
grobowiec Franza Moritza von Lacy, Schwarzenbergpark w Neuwaldegg, Wiedeń

Franz Moritz von Lacy (ur. 21 października 1725 w Petersburgu, zm. 24 listopada 1801 w Wiedniu) – austriacki polityk i marszałek polny, przewodniczący Nadwornej Rady Wojennej - Hofkriegsratu od roku 1766 do 1774.

## Życiorys
Moritz von Lacy urodził się w Petersburgu. Jego ojciec, hr. Piotr Lacy, był rosyjskim feldmarszałkiem, który pochodził z irlandzkiej rodziny, która opuściła swój kraj po tym, jak zrobił to Jakub II Stuart. Franz Moritz był kształcony w Niemczech do służby wojskowej i wstąpił do armii austriackiej. Służył min. we Włoszech, na Śląsku i w Niderlandach, gdy toczyła się Wojna o sukcesję austriacką. Został najpierw pułkownikiem-adiutantem, a potem w wieku 25 lat został pułkownikiem regimentu.
Gdy rozpoczęła się wojna siedmioletnia, 13 października 1756 został mianowany na stopień Generalfeldwachtmeister. Bitwa pod Pragą w 1757 roku przyniosła mu trzecią w jego karierze ranę odniesioną na polu bitwy. Współpracował z takimi zdolnymi oficerami jak feldmarszałek hr. Leopold von Daun i baron Ernest Laudon. Bitwa pod Hochkirch i austriackie zwycięstwo przyniosły mu order Marii Teresy. 15 lutego 1766 został mianowany na stopień marszałka polnego.
Po 1763 roku Lacy zajął się polityką. Był jednym z propagatorów józefinizmu i zwolenników dokonania rozbioru Polski. Zmarł 24 listopada 1801.